# Liwā' Banī ‘Ubayid
Liwā' Banī ‘Ubayid (arabiska: لواء بني عبيد) är ett departement i Jordanien.   Det ligger i guvernementet Irbid, i den norra delen av landet, 60 km norr om huvudstaden Amman.